# Dawidów (stacja kolejowa)
Dawidów (ukr. Давидів, ros. Давыдов) – stacja kolejowa w miejscowości Dawidów, w rejonie lwowskim, w obwodzie lwowskim, na Ukrainie. Leży na linii Lwów – Czerniowce.
Stacja istniała przed II wojną światową.